# Treuenbrietzen

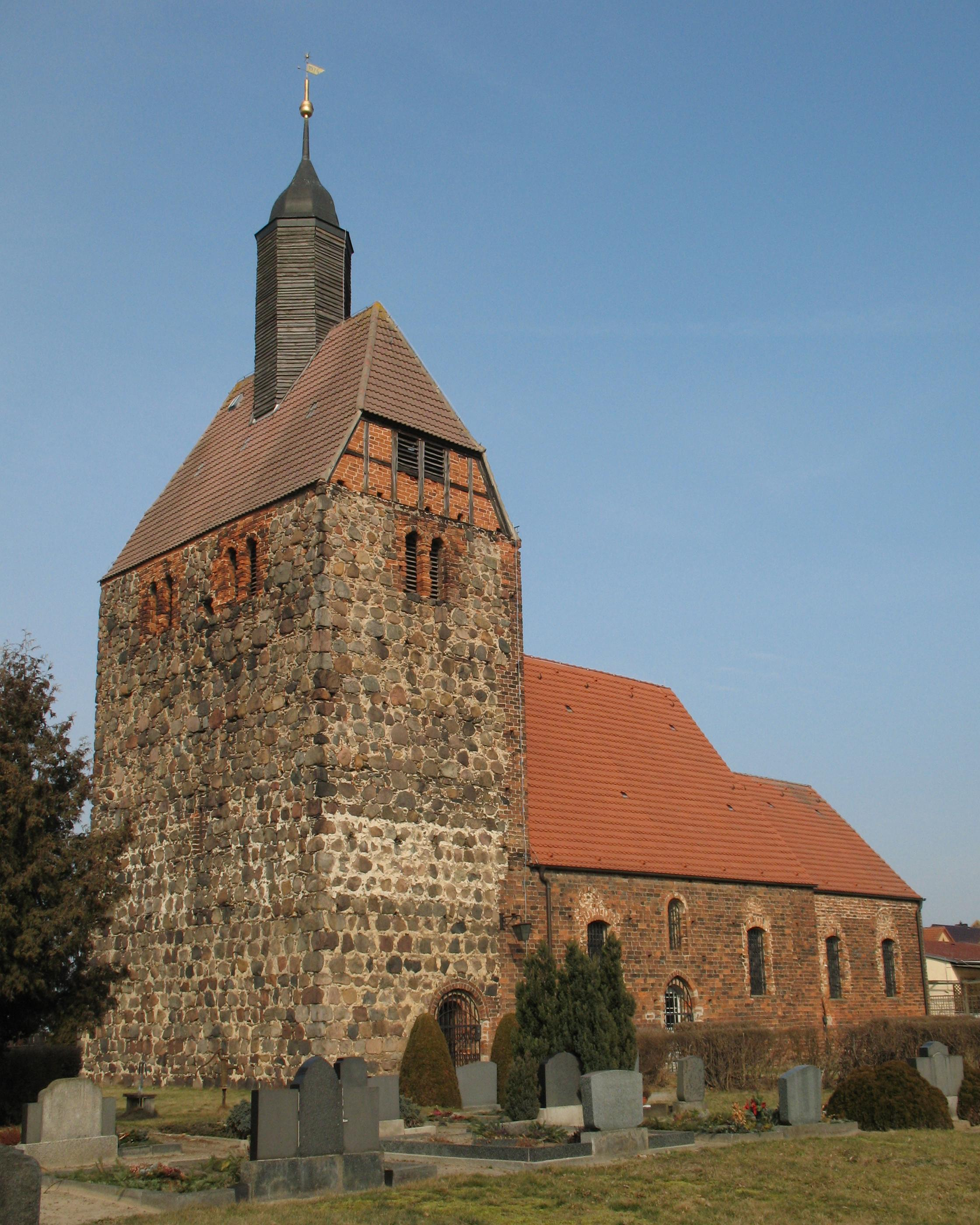
Nhà thờ

Treuenbrietzen là một đô thị thuộc huyện Potsdam-Mittelmark, bang Brandenburg, Đức.

## Links
- Treuenbrietzen Homepage (tiếng Đức)
- Treuenbrietzen Heritage Society (tiếng Đức)